# Flat Top, Antarktis (Coats Land)
Flat Top är en bergstopp i Antarktis. Den ligger i Östantarktis. Argentina och Storbritannien gör anspråk på området. Toppen på Flat Top är 1 330 meter över havet, eller 348 meter över den omgivande terrängen. Bredden vid basen är 4,3 km.
Terrängen runt Flat Top är kuperad åt sydväst, men åt nordost är den platt.  Trakten är obefolkad. Det finns inga samhällen i närheten. 